# Свети Илия (Палеохори)
Вижте пояснителната страница за други значения на Свети Илия.
„Свети Илия“ (на гръцки: Ιερός Ναός Προφήτου Ηλιού) е възрожденска православна църква в село Палеохори, Егейска Македония, Гърция, част от Елевтеруполската епархия на Вселенската патриаршия.
Храмът е изграден около 1700 година на мястото на едноименна малка църква с размери 3 х 3 метра. Първоначално е външна църква на селото, разположено по-ниско в подножието на Кушница, каквито са повечето църкви на Свети Илия. След постепенната миграция на жителите нагоре към планина – първоначално само девет семейства – храмът става център и енорийска църква на новото селище. С увеличаването на жителите в 1831 – 1835 година е построена по-голямата „Свети Георги“ и „Свети Илия“ е превърната в гробищна църква, като е разширена на запад и е добавена костница. В 1945 година гробището е изместено. В 2006 година при митрополит Хрисостом Елевтеруполски е направено основно обновление на храма.
В архитектурно отношение храмът е каменна еднокорабна базилика с дължина 16 m и ширина 5 m. Иконостасът е резбован от 2008 година, но иконите на него са стари. Покривът е двускатен от каменни плочи. Входовете са два – главният от запад и втори от север.
В двора има каменна камбанария, построена в 2012 година, параклис „Света Калиопа“ от 2008 г., гробовете на свещениците Апостолос Г. Комниос (1850 – 1930), Георгиос Й. Валсамакис (1882 – 1947), Парасхос Тасюдис (1890 – 1965), Василиос Хадзигеоргиу (1923 – 2001), както и културен център, построен в 1996 – 1999 г., в който се провеждат уроците на неделното училище и други събития. На 19 и 20 юли се провежда фолклорен събор.